# بنوکساپروفن
بنوکساپروفن (انگلیسی: Benoxaprofen) که به نام بنوکسافن نیز شناخته می‌شود، یک ترکیب شیمیایی با فرمول C16H12ClNO3 است.  این یک داروی ضدالتهاب غیراستروئیدی (NSAID) از کلاس اسید پروپیونیک است و با نام تجاری Opren در بریتانیا و اروپا و Oraflex در بازار عرضه شد. ایالات متحده آمریکا فروش Oraflex را در سال ۱۹۸۲ پس از گزارش‌هایی از سوی دولت بریتانیا و سازمان غذا و داروی ایالات متحده (FDA) مبنی بر عوارض جانبی و مرگ و میر مرتبط با این دارو به حالت تعلیق درآورد.

## سنتز

سنتز بنوکساپروفن: D. Evans et al., (۱۹۷۵ ایلای لی‌لی).